# David Musuľbes
David Musuľbes –en ruso, Давид Владимирович Мусульбес, David Vladimirovich Musulbes– (Vladikavkaz, URSS, 28 de mayo de 1972) es un deportista eslovaco de origen osetio que compitió en lucha libre. Hasta 2006 participó bajo la bandera de Rusia.
Participó en dos Juegos Olímpicos de Verano, obteniendo una medalla de oro en Sídney 2000, en la categoría de 130 kg, y una medalla de plata en Pekín 2008, en la de 120 kg.
Ganó 4 medallas en el Campeonato Mundial de Lucha entre los años 1994 y 2002, y 9 medallas en el Campeonato Europeo de Lucha entre los años 1995 y 2008.

## Palmarés internacional
| Representando a Rusia      |                         |                   |           |
| Juegos Olímpicos           |                         |                   |           |
| Año                        | Lugar                   | Medalla           | Categoría |
| 2000                       | Sídney (Australia)      | Medalla de oro    | 130 kg    |
| Campeonato Mundial         |                         |                   |           |
| Año                        | Lugar                   | Medalla           | Categoría |
| 1994                       | Estambul (Turquía)      | Medalla de bronce | 100 kg    |
| 1997                       | Krasnoyarsk (Rusia)     | Medalla de bronce | 130 kg    |
| 2001                       | Sofía (Bulgaria)        | Medalla de oro    | 130 kg    |
| 2002                       | Teherán (Irán)          | Medalla de oro    | 120 kg    |
| Campeonato Europeo         |                         |                   |           |
| Año                        | Lugar                   | Medalla           | Categoría |
| 1995                       | Friburgo (Alemania)     | Medalla de oro    | 100 kg    |
| 1996                       | Budapest (Hungría)      | Medalla de bronce | 100 kg    |
| 1997                       | Varsovia (Polonia)      | Medalla de oro    | 125 kg    |
| 1998                       | Bratislava (Eslovaquia) | Medalla de bronce | 130 kg    |
| 2000                       | Budapest (Hungría)      | Medalla de plata  | 130 kg    |
| 2001                       | Budapest (Hungría)      | Medalla de oro    | 130 kg    |
| 2002                       | Bakú (Azerbaiyán)       | Medalla de oro    | 120 kg    |
| 2003                       | Riga (Letonia)          | Medalla de oro    | 120 kg    |
| Representando a Eslovaquia |                         |                   |           |
| Juegos Olímpicos           |                         |                   |           |
| Año                        | Lugar                   | Medalla           | Categoría |
| 2008                       | Pekín (China)           | Medalla de plata  | 120 kg    |
| Campeonato Europeo         |                         |                   |           |
| Año                        | Lugar                   | Medalla           | Categoría |
| 2008                       | Tampere (Finlandia)     | Medalla de oro    | 120 kg    |